# Caso translativo
El caso translativo es un caso gramatical que indica, en la flexión de un sustantivo (mediante preposiciones o declinaciones), el resultado de un proceso de transformación. Su sentido general es "convertirse en X" o "cambiar a X". 
Un ejemplo común de este caso sería mediante la preposición "into" en inglés, por ejemplo en "evolve into" (evolucionar en, evolucionar hacia), "change into" (cambiar)", "transform into" (transformarse en/hacia), "convert into" (convertir a, por ejemplo de una divisa a otra), "translate into" (traducir hacia) y similares. 
Para respetar este caso, hay que tener en constante consideración que la misma preposición "en", en español se emplea para múltiples casos gramaticales, tan distintos entre sí como el translativo (convertirse en), el locativo (en Bruselas) o el ablativo (en ayunas, en familia/con la familia, en círculos...), ya que en español no importa diferenciar la ubicación o dirección de un objeto animado o inanimado, respecto a un sitio o lugar concreto o amplio. Sin embargo, en otros idiomas como el inglés (in, on, at, into, onto...) o el francés (en, dans, chez, à l'...) sí es imprescindible distinguir y concretar estos casos (in USA, on March 4th, at my house; en France, dans une grande ville, chez moi...).
En finés, este caso complementa al caso esivo, con el significado básico de un cambio de estado. También se utiliza para expresar la preposición «en» cuando va seguida del nombre de un idioma.
- Datos: Q950170